# Stipa saposhnikowii
Stipa saposhnikowii är en gräsart som först beskrevs av Roman Julievich Roshevitz, och fick sitt nu gällande namn av Masao Kitagawa. Stipa saposhnikowii ingår i släktet fjädergrässläktet, och familjen gräs. Inga underarter finns listade i Catalogue of Life.